# Punčocha

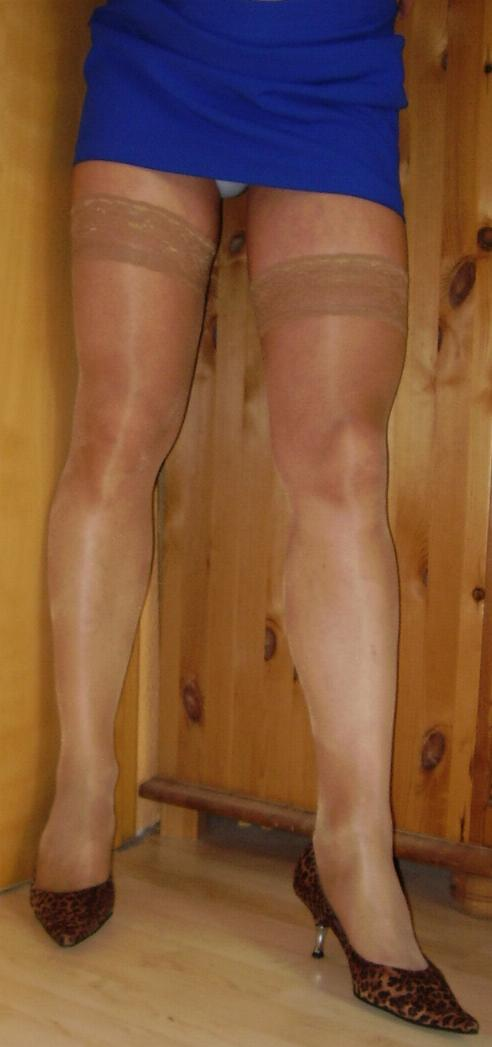
Samodržící punčochy

Punčocha je pletenina hadicového tvaru v dolní části ukončená šlapkou. Punčochou se těsně obepíná lidská noha většinou do poloviny stehna.

## Z historie punčoch
Punčochy jako (tkaný nebo kožený) obal nohou se začaly nosit pravděpodobně ve starověkém Řecku. Nejstarší pletené punčochy jsou známé z archeologických nálezů ze 3.-6. století n. l. v Egyptě.
V Evropě byly ručně pletené, hlavně vlněné, punčochy známé asi od 14. století. Punčochy, i na způsob punčochových kalhot, nosili především muži. Koncem 16. století byl vynalezen
mechanizmus, na kterém se daly vyrábět ploché pruhy pletenin, zpočátku jen v horší jakosti než ručně pletené výrobky, které se stříhaly a sešívaly do tvaru punčochy. Vynález plochého pletacího stroje („kotonu“) ze 60. let 19. století spočíval na stejném principu. Použití tohoto stroje se rozšířilo natolik, že se považuje za začátek průmyslové výroby punčoch. Na zdokonalených kotonech se vyráběla naprostá většina dámských (hlavně bavlněných a později z viskózových filamentů) punčoch až do poloviny 20. století.
Ve 40. letech 20. století se začaly v USA vyrábět polyamidové („nylonky“) punčochy na okrouhlých pletacích strojích. Tento materiál a technologie pleteni se asi o 10 let později u dámských punčoch staly téměř výhradním způsobem výroby. Poměrně levné a praktické nylonky (i české silonky) se staly masovým zbožím. V dalších letech přibyly k základním druhům různé varianty punčochových kalhot, různá vzorování a materiálové směsi (lycra atd.).
Ve 2. dekádě 21. století se odhaduje objem celosvětové výroby punčochového zboží na ročních 35 miliard USD. (Množství odpadu z použitých punčoch dosahuje přes 100 000 tun ročně)

### Výroba v České republice
První manufaktura na výrobu punčoch v českých zemích byla založena v roce 1697 v klášteře v Oseku. Nejstarší strojní výroba punčoch vznikla pravděpodobně v Krásné Lípě, kde Josef Heinrich Vatter založil v roce 1882 továrnu na punčochy a ponožky. Potomci zakladatele továrny museli po roce 1945 odejít do Bavorska, kde založili v Schongau pletárnu punčoch, která od roku 1950 nese název Belinda (odvozený od latinského překladu jména jejich rodiště Krásná Lípa).
Firma má od roku 1991 v České republice pod názvem Belinda Česká republika s.r.o obchodní zastoupení pro východní Evropu. 
V historii nejúspěšnější punčochárna patřila firmě Kunert ve Varnsdorfu. Podnik vznikl v roce 1907 jako malá pletařská dílna, ze které vyrostla do roku 1938 největší továrna na punčochy v Evropě s denní výrobou 100 000 párů. (Majetek rodiny Kunertů byl v roce 1945 konfiskován československým státem, továrna od té doby vyrábí punčochové zboží pod jménem Elite.)
Podle údajů ČSÚ bylo v roce 2007 v ČR vyrobeno 28,4 milionů kusů punčocháčů a 8,4 milionu párů punčoch a podkolenek. Do roku 2018 se výroba snížila na 5,8 milionů párů punčoch a punčocháčů. Výroba se soustřeďuje na závody ve Varnsdorfu a v Chrudimi.

## Druhy punčoch
1. Punčochy na podvazek
2. Punčochy samodržící s lemem či krajkou
3. Punčochové kalhoty
4. Formující punčochy[4]

## Materiál k výrobě punčochového zboží
Naprostá většina punčochových přízí se dnes vyrábí z polyamidových vláken (obchodní označení Nylon, Perlon, Silon a asi deset dalších) často s příměsí elastických vláken (Lycra, Spandex apod., u zdravotních punčoch až 25–30 %). Jen na hrubší a speciální výrobky se používají také staplové příze (vlna, bavlna).
Pro jemnost použité příze se používá označení denier (den). Denier (DEN) vyjadřuje sílu použitého vlákna. Čím je číslo vyšší, tím silnější (méně průhledný) je výrobek. Fyzikálně je denier definován jako váha devíti kilometrů příze v gramech. Dámské punčochy se obvykle vyrábějí v jemnostech 20, 15 až 7 DEN. Jemnost použité příze musí být v souladu s hustotou ojehlení pletacího stroje (průměr příze má být asi 1/5 rozteče jehel).

## Výroba punčoch

### Výroba na kotonových strojích.
Na kotonových stávcích se vyráběla většina punčoch do zhruba poloviny minulého století. Plošný úplet se sešíval podle určitého střihu a tvaroval lisováním.
Hustota oček na kotonových strojích se udávala v gauge (zkratka: gg). Např. nejjemnější dámské punčochy měly 66 gg, tj. 66 oček na 1 1/2 anglického palce (cca 17/cm).
Poslední verze stroje má až 40 vývodů, na každém se plete pruh s šířkou 38 cm s automatickým sešíváním do hadice, na kterou se připlétá šlapka a lem punčochy. Zhotovení sady punčoch trvá 30 minut. Začátkem 60. let 20. století byly kotony skoro kompletně nahrazeny okrouhlými stroji, od té doby se používají jen pro speciální výrobky, např. k výrobě některých druhů kompresních punčoch.

### Výroba na okrouhlých punčochových automatech
Na okrouhlých strojích se dají plést punčochy z jemnějších přízí, beze švu a levněji než na kotonech. Proto bylo zejména po uplatnění polyamidových filamentů ve výrobě punčoch v 50. a 60. letech k tomu účelu ve světě vyvinuto několik maloprůměrových okrouhlých „automatů“ (také např. v Třebíči)
Používají se
- jednoválcové stroje

se 2-4 pletacími systémy, které pletou klínkovou patu sešívanou přímo na pletacím stroji nebo na šicím automatu.
se 4-8 systémy, které pletou celou punčochu jako jednu hadici, příp. se zesílenou patou a se špicí uzavíranou přímo na stroji
- dvouválcové stroje s oboustrannými (trubičkovými) jehlami. Jehly jsou ovládány platinami tak, že mohou přecházet z jednoho válce do druhého. Pohyb platin je řízen zámky nastavenými podle požadované hustoty, tvaru (pata, špice) a vazby pleteniny. Volbu jehel přes platiny provádí mechanické nebo elektronické zařízení.[16]

Stroje na jemné punčochy mají pracovní průměr 95–102 mm a jemnost 34 E (asi 13 jehel na cm). Na začátku 21. století se běžně dosahuje u strojů se čtyřmi až šesti systémy a s ovládáním jednotlivých jehel kolem 1200 obr./min. Pletení v pěti barvách je možné s 800 obrátkami., jeden pletař obsluhuje 60 až 80 strojů.
Pleteniny se potom napínají na formy k fixování horkým vzduchem, (často) barví, párují a buďto balí k odeslání nebo dále zpracují na punčochové kalhoty. 
Když móda požaduje punčochy se švem, imitují se švy výšivkami.

### Kompresní punčochy
Princip ochrany žil pomocí punčochového zboží spočívá v tom, že v oblasti kotníku je vytvořen určitý tlak, který se směrem k pasu postupně snižuje.
Kompresní punčochy se vyrábějí z pleteniny s elastickou útkovou nití zavedenou do úpletu. Útek ovíjí spirálovitě tvar punčochy tak, že stahuje svaly nohy s ohledem na její anatomické vlastnosti. Maximální komprese se dosahuje nad kotníkem a na stehno působí tlak cca 40 % maxima. Podle celkového tlaku mezi 2,5 a 6,5 kPa jsou výrobky obvykle odstupňovány do několika tříd.
Kompresní zdravotní punčochy se běžně vyrábějí na okrouhlých pletacích strojích z jádrové příze jak v základní pletenině, tak i v útku. Příze sestává z elastického filamentu opředeného obvykle polyamidovými vlákny. Ve 2. dekádě 21. století mohou stroje speciálních konstrukcí např. při průměru 9,5 cm uplést 1600 řádků za minutu.
Pro punčochy s vyšší kompresí se doporučují pleteniny z plochých kotonových strojů. U těch se v základní pletenině střídá vždy jeden řádek z elastické niti s řádkem z hladkého filamentu. Pletenina má nižší podélnou roztažnost a vyvíjí vyšší příčný tlak.
Celosvětová výroba kompresních punčoch dosáhla v roce 2016 34 milionů párů, na rok 2020 se odhadoval prodej za 1,5 miliardy USD.

## Galerie punčoch

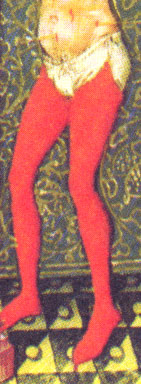
Předchůdce punčochových kalhot z roku 1440
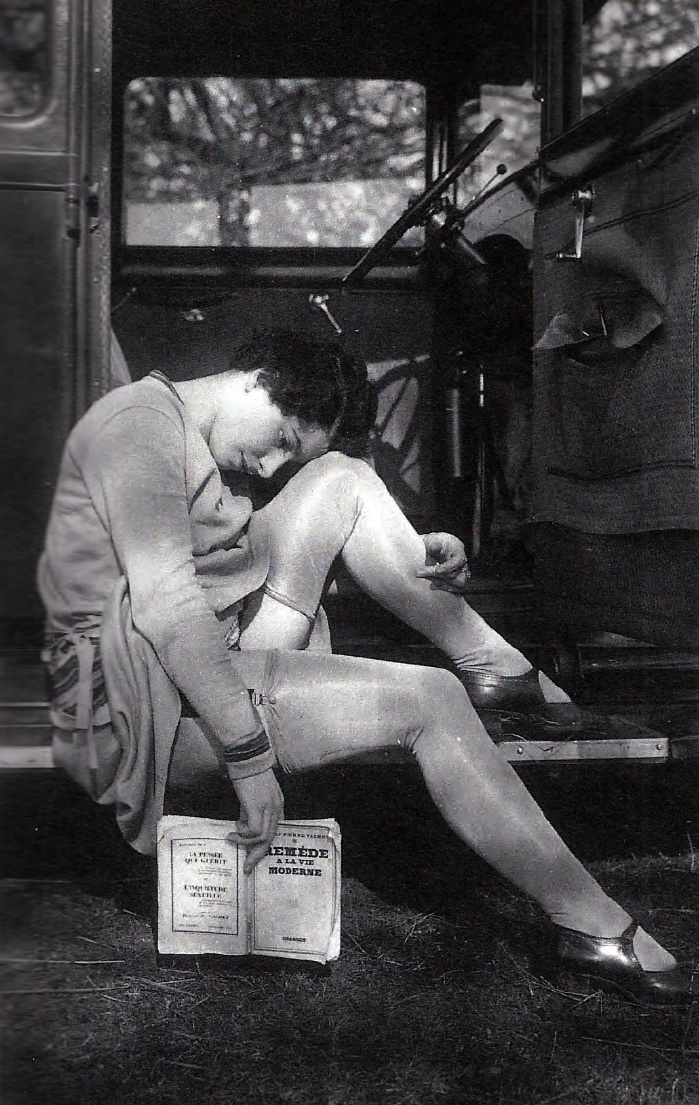
Punčochy ze začátku 20. století
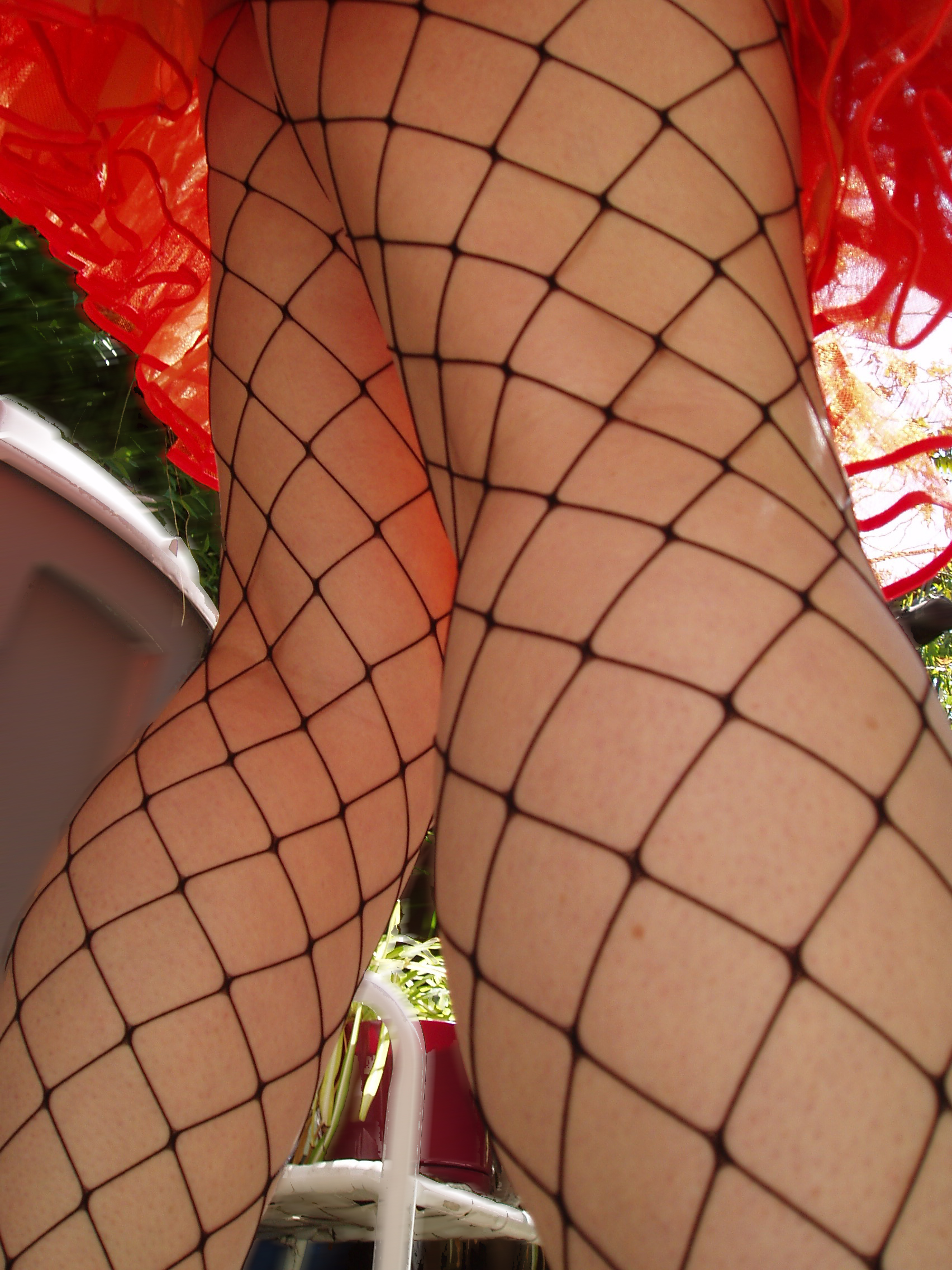
Síťované punčochy na začátku 21. století
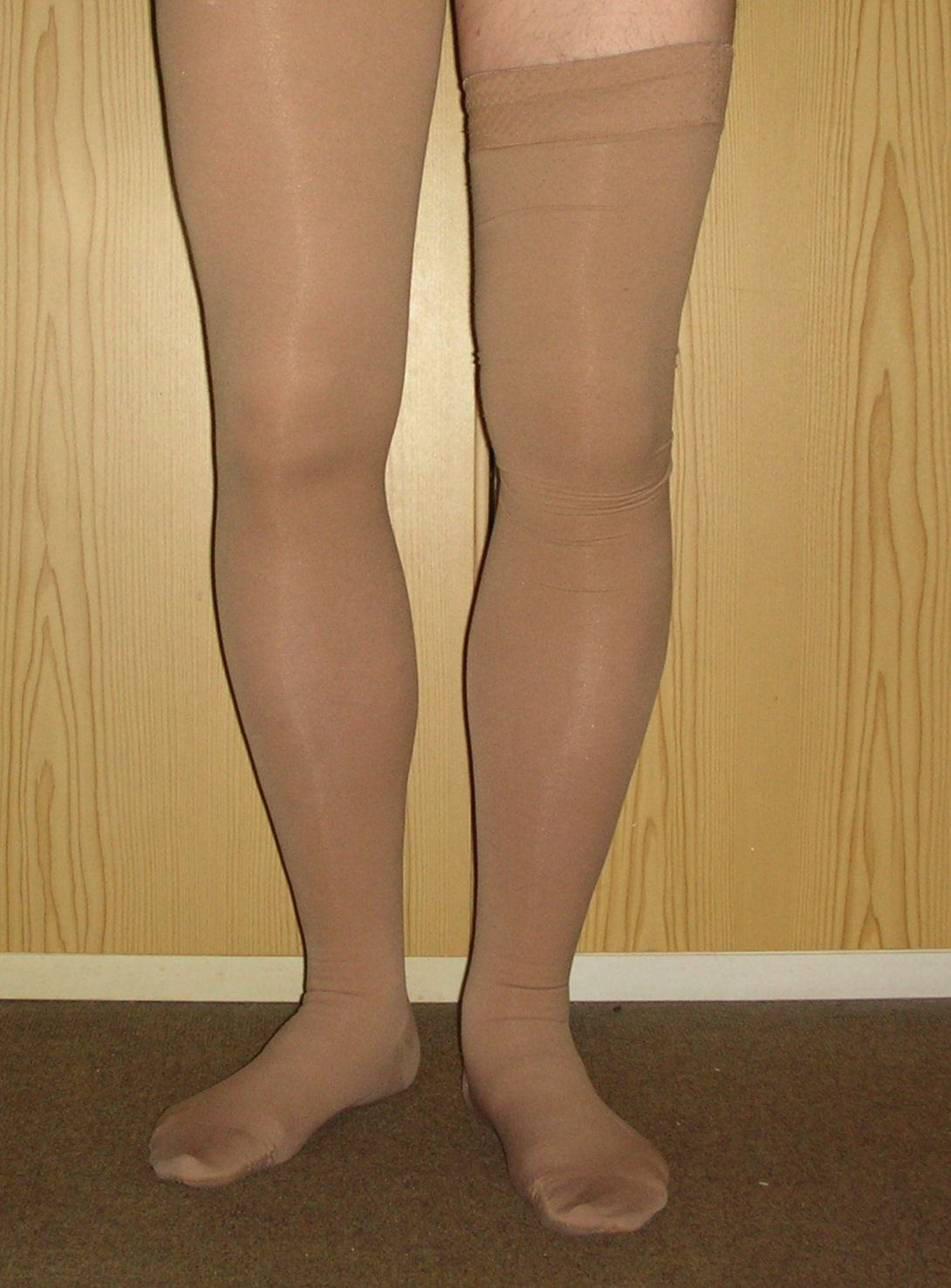
Kompresní punčochy
Polyamidový filament 40 den na punčoše, cca 20 x zvětšený (Rusko 2021)
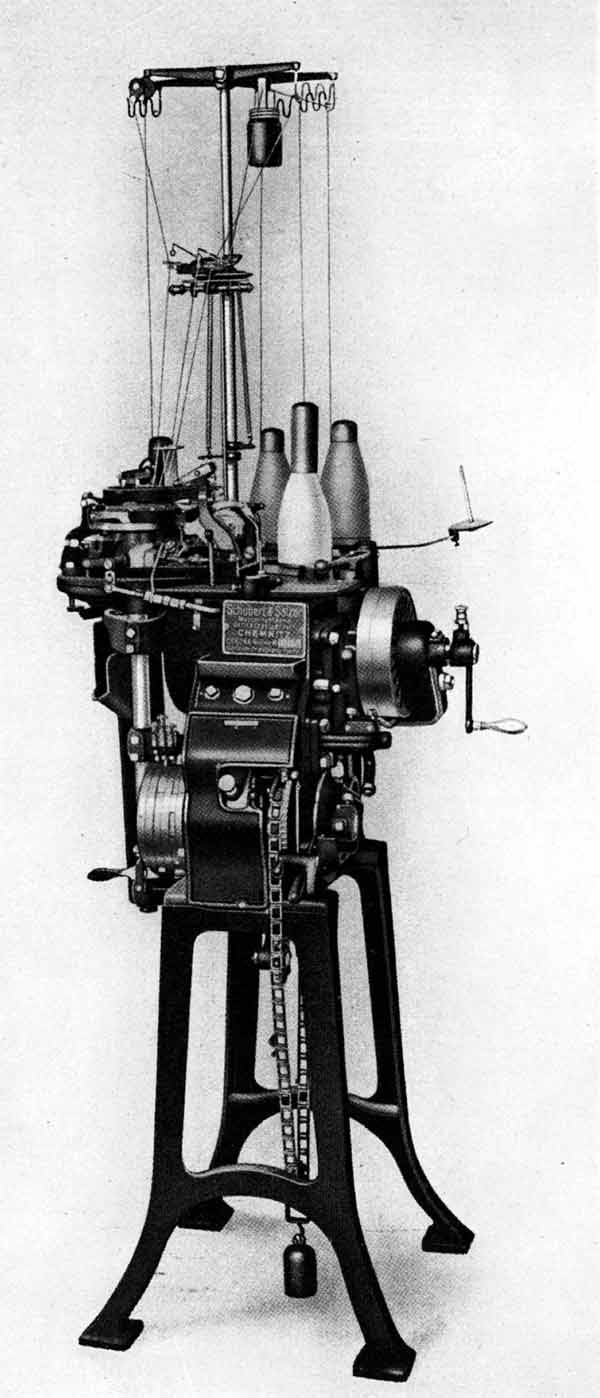
Tzv. punčochový automat z roku 1930
Kotonový stroj z 30. let 20. století
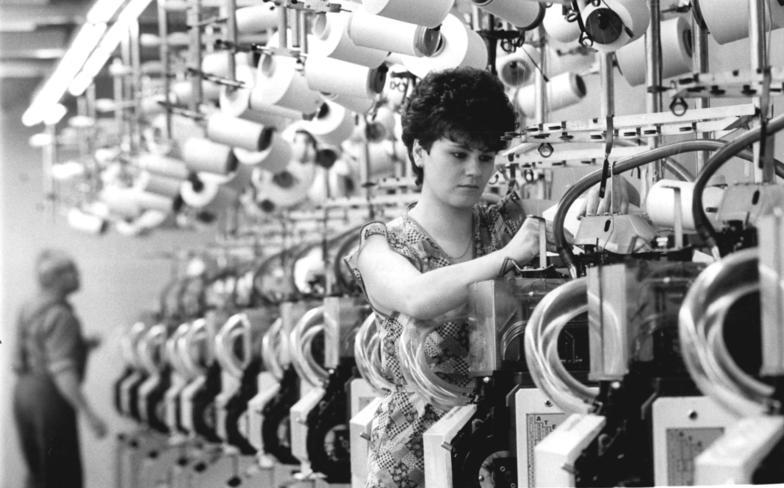
Československé pletací stroje na punčochy (NDR 1989)
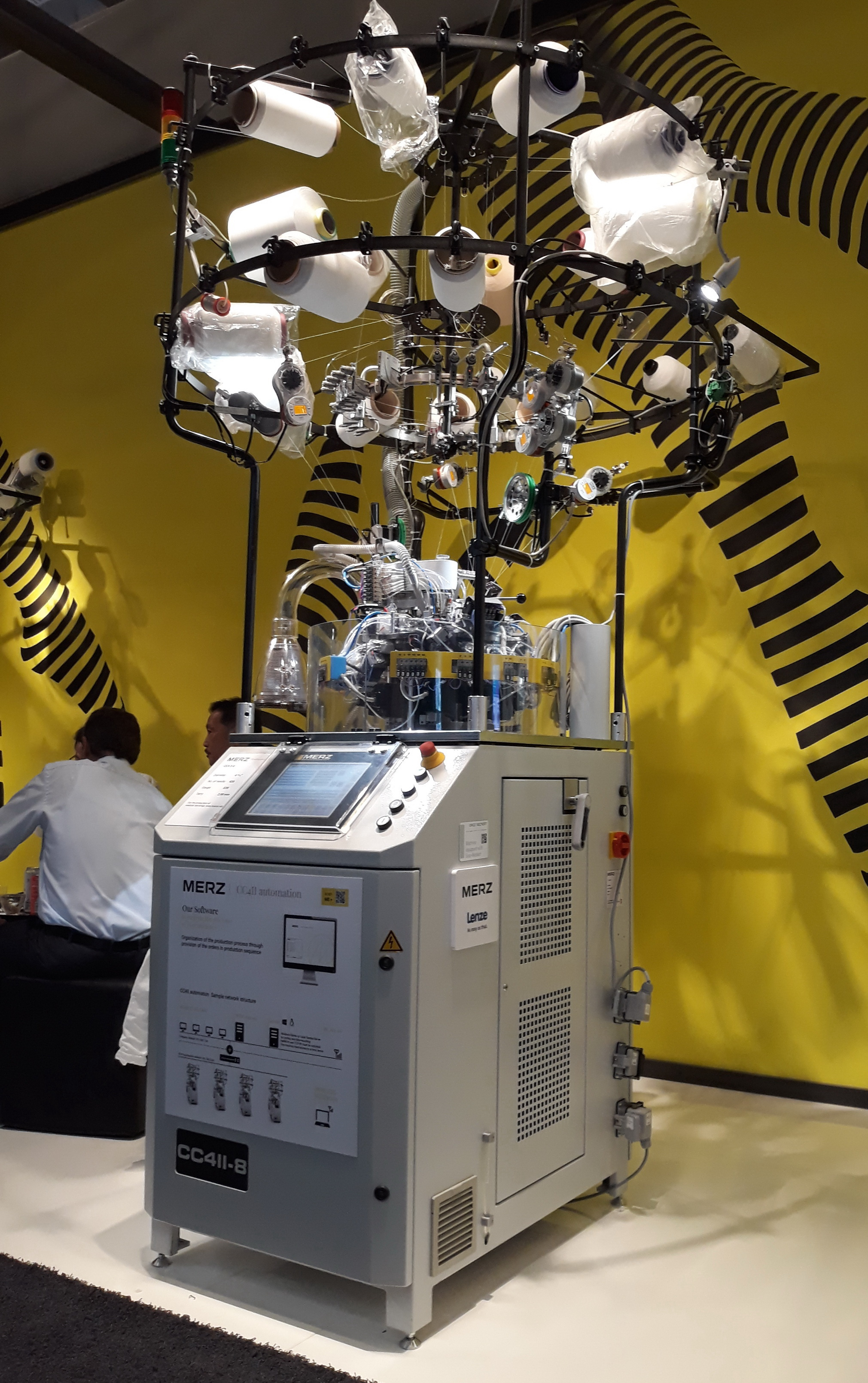
Stroj se 4 pletacími systémy na kompresní punčochy (2011)